# Ancistrus dubius
Az Ancistrus dubius a sugarasúszójú halak (Actinopterygii) osztályának harcsaalakúak (Siluriformes) rendjébe, ezen belül a tepsifejűharcsa-félék (Loricariidae) családjába tartozó faj.

## Előfordulása
Az Ancistrus dubius Dél-Amerikában őshonos. Az Amazonas-medencében a Paraguay folyó medencéjében, valamint a Paraná középső szakaszánál található meg.

## Megjelenése
Ez a tepsifejűharcsa-faj elérheti a 12,6 centiméter hosszúságot.

## Életmódja
A trópusi édesvizeket kedveli, ahol a fenéken él és keresi meg a táplálékát.